# 仙川町
仙川町（せんがわちょう・せんがわまち）は、東京都調布市の町名。現行行政地名は仙川町一丁目から三丁目。調布市東部に位置し、東端で世田谷区との市区境に接する。京王電鉄京王線が市域を東西に横断し、一丁目に仙川駅が所在する。町名は町域北端を流れる仙川（せんかわ）に由来する。

## 地理
東側で世田谷区給田および上祖師谷、西側で三鷹市中原、南側で若葉町、北側で緑ケ丘に接する。
仙川駅は調布市最東端の駅で、改札口がある南側は商店街として発展している。地上区間を走る京王線の線路により町域は南北に分断されている。
町域を走る京王線に並行して、その北側に国道20号（甲州街道）が横断する。また町域東部を東京都道114号武蔵野狛江線が東西に縦断する。仙川駅周辺は調布市内でも近年人口が急増した地域であるが、交通量に比して狭隘な道路が多い。特に町域南端を通り若葉町との境界である東京都道118号調布経堂停車場線は交通渋滞が激しく、路線バスの遅延が日常化している。

### 河川
- 仙川 ｰｰｰ 街区北側〜北西側に流路を形成

## 経済
- 小田急バス本社 - 仙川町2丁目。設立時の本社は調布町布田（現在の調布市布田）にあった[6]。
- キユーピー仙川工場 - 閉鎖後は研究施設「仙川キユーポート」および見学・体験施設「マヨテラス」となった。
- オリジン東秀本社 - かつては本社を仙川町に置いていたが調布ケ丘へ移転した。移転前の本社は小田急バス本社の向かいにあった。

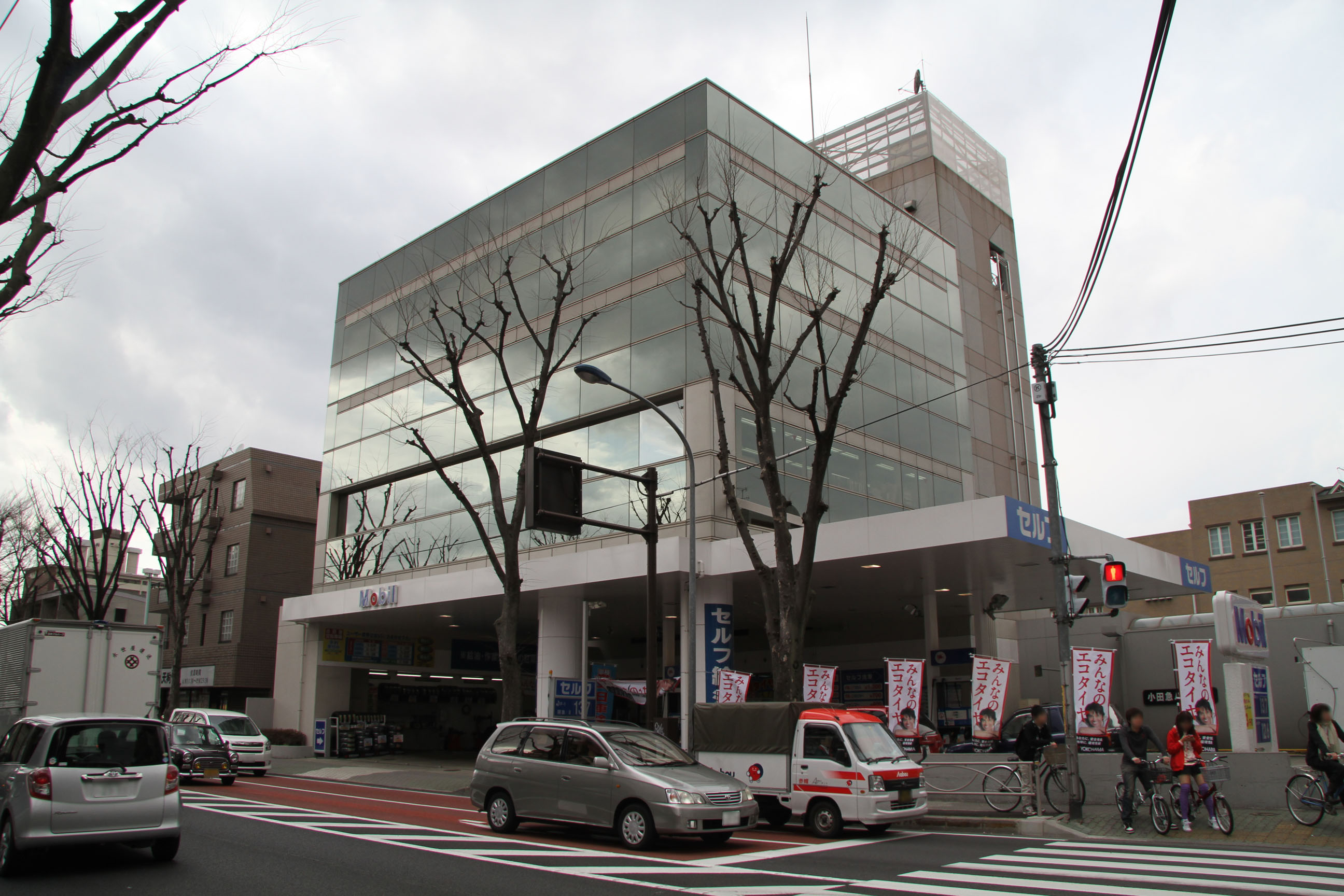
小田急バス本社ビル
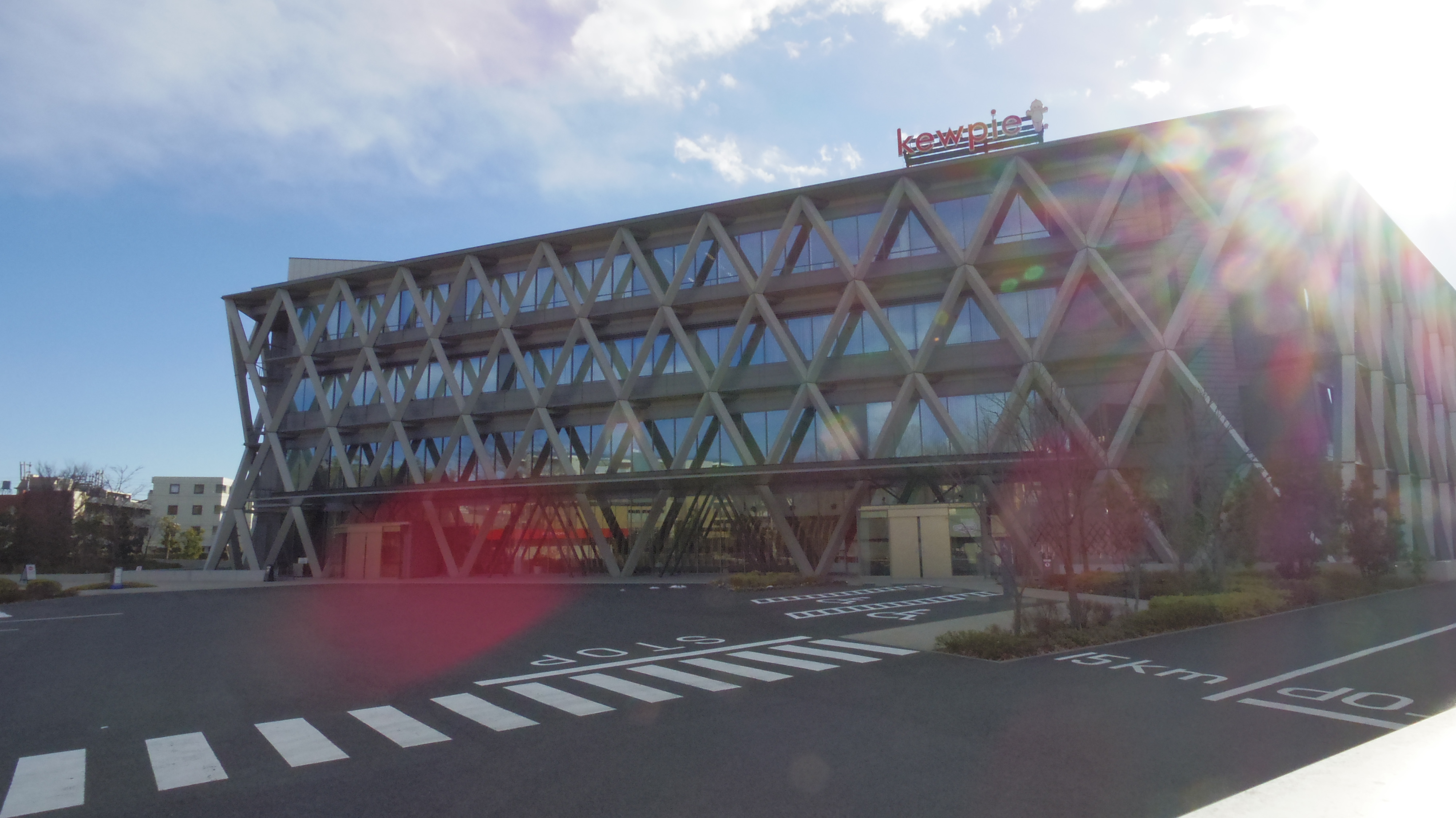
仙川キユーポート（2018年2月撮影）
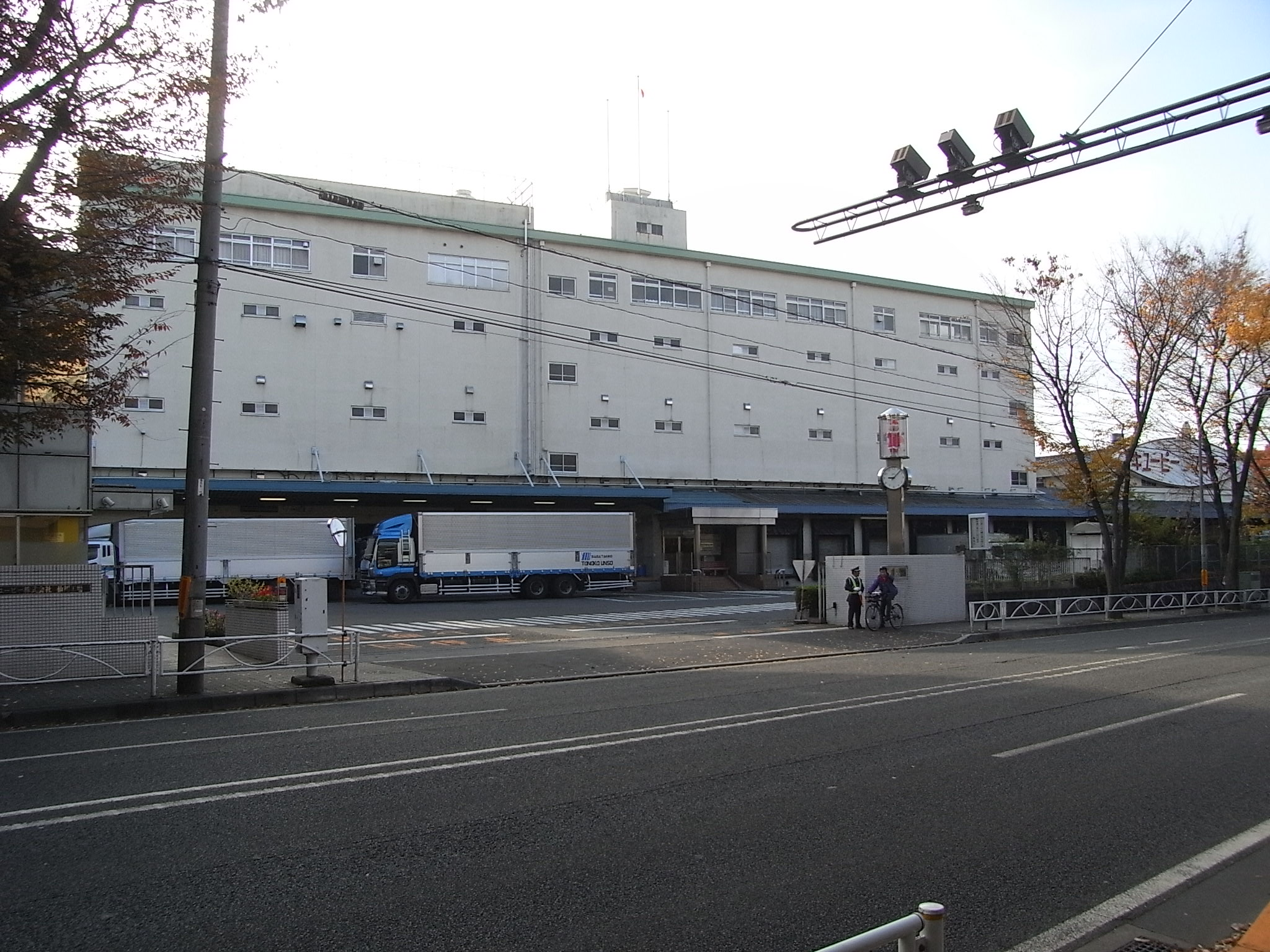
旧キユーピー仙川工場（2010年11月撮影）
旧キユーピー仙川工場（2010年11月撮影） 正門脇の時計と回転するキューピー人形 クリスマスを前にサンタクロースの衣装に着替えている。

## 交通

### 鉄道
| 街区内に存在する駅     |
| ---------------------- |
| 京王線 - 仙川駅(KO 14) |

### バス
仙川駅周辺に「仙川」が付くバス停留所は複数あり、仙川駅南側の改札前ロータリー「仙川駅」、駅北側の小田急バス本社に併設された国道20号沿いの「仙川」バス乗り場がある。また若葉町2丁目の島忠ホームズ仙川店には「仙川駅入口」停留所がある。いずれも仙川町に本社を置く小田急バスの路線が複数乗り入れる。
また駅南側の「仙川駅」停留所から、調布市ミニバス東路線（緑ケ丘循環）が発着し、白百合女子大学や都営仙川アパート（緑ケ丘団地）方面を循環する。小田急バス狛江営業所による運行。

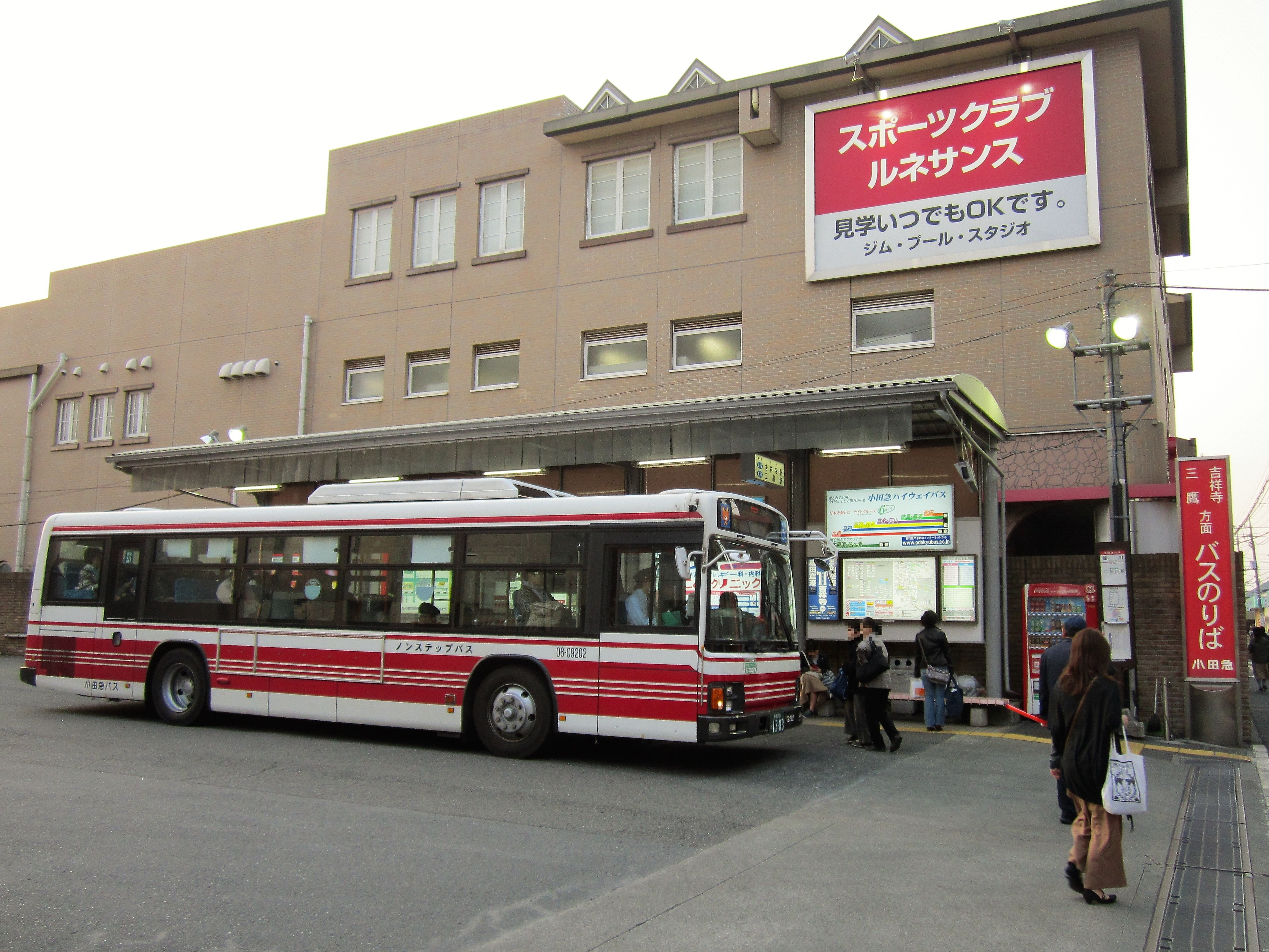
小田急バス本社併設「仙川」バス乗り場
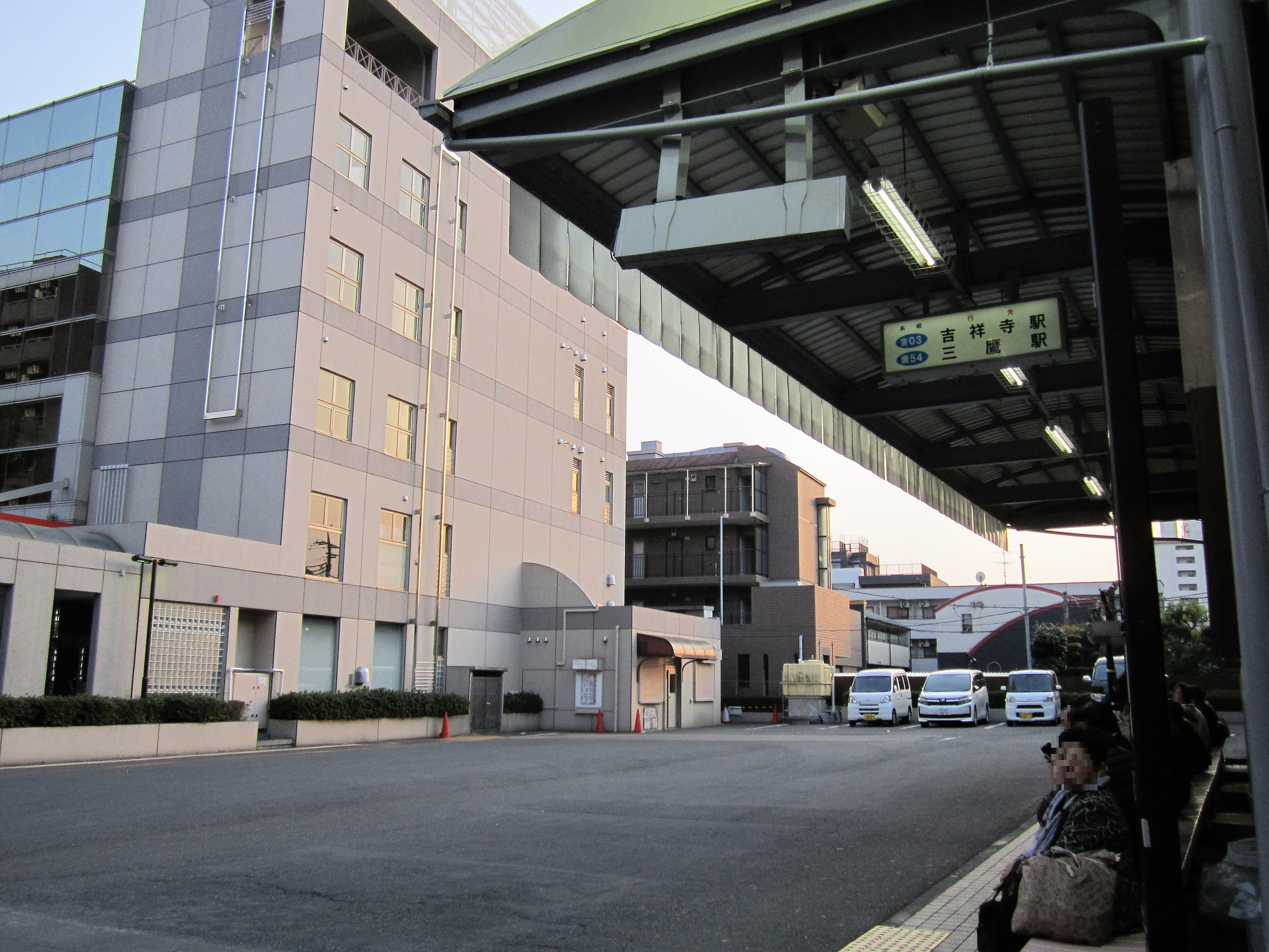
小田急バス本社ビル（左）と「仙川」バス乗り場

### 道路
- 国道20号（甲州街道）
- 東京都道114号武蔵野狛江線
- 東京都道118号調布経堂停車場線

## 施設
- 京王ストア 仙川駅ビル店
- 啓文堂書店 仙川店
- ベーカリー&カフェ ルパ仙川店 ＊2022年12月05日閉店[8]
- 西照寺_(調布市)

### 教育施設
- 仙川駅を最寄りとする桐朋学園は隣接街区の若葉町若葉町、白百合女子大学は隣接街区の緑ケ丘が所在地となる。
- 調布市立第八中学校